# Plecoptera holostoma
Plecoptera holostoma är en fjärilsart som beskrevs av Swinhoe 1895. Plecoptera holostoma ingår i släktet Plecoptera och familjen nattflyn. Inga underarter finns listade i Catalogue of Life.